# Modibo Sagnan
Modibo Sagnan (Saint-Denis, 14 aprile 1999) è un calciatore francese naturalizzato maliano, difensore del Çaykur Rizespor, in prestito dal Montpellier, e della nazionale maliana.

## Caratteristiche tecniche
È un difensore centrale.

## Carriera

### Club
Cresciuto nel settore giovanile del Lens, il 28 luglio 2017 firma il suo primo contratto professionistico e nel gennaio seguente esordisce in occasione dell'incontro di Coppa di Francia vinto 3-2 contro il Boulogne. Il 30 gennaio 2019 viene acquistato dalla Real Sociedad, rimanendo comunque in prestito al club francese fino al termine della stagione. Confermato dal club spagnolo in vista della stagione 2019-2020, debutta il 29 dicembre nell'incontro di Coppa del Re vinto 8-0 contro il Becerril Campos e pochi giorni dopo viene ceduto in prestito al Mirandés dove si impone come titolare al centro della difesa.
Rientrato al termine del prestito, il 3 ottobre esordisce in Primera División giocando il match vinto 3-0 contro il Getafe e poche settimane più tardi debutta anche nelle competizioni europee, nell'incontro della fase a gironi di Europa League contro il Napoli. Il 3 aprile 2021 vince il suo primo trofeo, la Coppa del Re 2019-2020, guardando la finale dalla panchina: la conclusione della competizione era stata posticipata fino a quel momento a causa della pandemia di COVID-19.
Il 31 agosto 2021 passa in prestito al Tondela, squadra portoghese militante nella massima divisione.
L'11 luglio 2022 passa in prestito, con opzione di acquisto, all'Utrecht, squadra olandese militante nella massima divisione.
Il 2 giugno 2023 viene riscattato dal club olandese, tuttavia il 1º febbraio 2024, nel corso della sessione invernale di calciomercato, si trasferisce al Montpellier.

### Nazionale
Nato in Francia da padre burkinabè e madre maliana,  nel novembre 2020 riceve la convocazione da parte del CT del Mali in vista della doppia sfida contro la Namibia valida per le qualificazioni alla Coppa d'Africa 2021, a cui però non può partecipare per via di un infortunio. Il 2 luglio 2021 viene convocato dalla nazionale olimpica francese in vista dei Giochi olimpici di Tokyo, dopo che era stato escluso dalla lista iniziale. Alle Olimpiadi Sagnan gioca 2 partite, ma la Francia viene eliminata già nella fase a gironi.
Nel 2024 sceglie di rappresentare il Mali, con cui esordisce il 22 marzo del medesimo anno nell'amichevole vinta 2-0 contro la Mauritania, in cui ha anche segnato un gol.

## Statistiche

### Presenze e reti nei club
Statistiche aggiornate al 1º febbraio 2024.
| Stagione             | Squadra              | Campionato           | Campionato | Campionato | Coppe nazionali | Coppe nazionali | Coppe nazionali | Coppe continentali | Coppe continentali | Coppe continentali | Altre coppe | Altre coppe | Altre coppe | Totale | Totale | Totale |
| Stagione             | Squadra              | Comp                 | Pres       | Reti       | Comp            | Pres            | Reti            | Comp               | Pres               | Reti               | Comp        | Pres        | Reti        | Pres   | Reti   |        |
| -------------------- | -------------------- | -------------------- | ---------- | ---------- | --------------- | --------------- | --------------- | ------------------ | ------------------ | ------------------ | ----------- | ----------- | ----------- | ------ | ------ | ------ |
| 2016-2017            | Lens 2               | N2                   | 5          | 0          | -               | -               | -               | -                  | -                  | -                  | -           | -           | -           | 5      | 0      |        |
| 2017-2018            | Lens 2               | N2                   | 18         | 1          | -               | -               | -               | -                  | -                  | -                  | -           | -           | -           | 18     | 1      |        |
| 2018-2019            | Lens 2               | N2                   | 1          | 0          | -               | -               | -               | -                  | -                  | -                  | -           | -           | -           | 1      | 0      |        |
| Totale Lens 2        | Totale Lens 2        | Totale Lens 2        | 24         | 1          |                 | -               | -               |                    | -                  | -                  |             | -           | -           | 24     | 1      |        |
| 2017-2018            | Lens                 | L2                   | 3          | 0          | CF+CdL          | 2+0             | 0               | -                  | -                  | -                  | -           | -           | -           | 5      | 0      |        |
| 2018-2019            | Lens                 | L2                   | 11         | 0          | CF+CdL          | 2+1             | 0+1             | -                  | -                  | -                  | -           | -           | -           | 14     | 1      |        |
| Totale Lens          | Totale Lens          | Totale Lens          | 14         | 0          |                 | 5               | 1               |                    | -                  | -                  |             | -           | -           | 19     | 1      |        |
| 2019-gen. 2020       | Real Sociedad        | PD                   | 0          | 0          | CR              | 1               | 0               | -                  | -                  | -                  | -           | -           | -           | 1      | 0      |        |
| gen.-lug. 2020       | Mirandés             | SD                   | 13         | 0          | CR              | 0               | 0               | -                  | -                  | -                  | -           | -           | -           | 13     | 0      |        |
| 2020-2021            | Real Sociedad        | PD                   | 16         | 0          | CR              | 1               | 0               | UEL                | 4                  | 0                  | SS          | 0           | 0           | 21     | 0      |        |
| lug.-ago. 2021       | Real Sociedad        | PD                   | 0          | 0          | -               | -               | -               | -                  | -                  | -                  | -           | -           | -           | 0      | 0      |        |
| Totale Real Sociedad | Totale Real Sociedad | Totale Real Sociedad | 16         | 0          |                 | 2               | 0               |                    | 4                  | 0                  |             | -           | -           | 22     | 0      |        |
| set. 2021-2022       | Tondela              | PL                   | 27         | 1          | CP+CdL          | 3+0             | 0               | -                  | -                  | -                  | -           | -           | -           | 30     | 1      |        |
| 2022-2023            | Utrecht              | ED                   | 23+2       | 1          | CO              | 3               | 0               | -                  | -                  | -                  | -           | -           | -           | 28     | 1      |        |
| 2023-gen. 2024       | Utrecht              | ED                   | 13         | 1          | CO              | 1               | 0               | -                  | -                  | -                  | -           | -           | -           | 14     | 1      |        |
| Totale Utrecht       | Totale Utrecht       | Totale Utrecht       | 38         | 2          |                 | 4               | 0               |                    | -                  | -                  |             | -           | -           | 42     | 2      |        |
| gen.-giu. 2024       | Montpellier          | L1                   | 0          | 0          | CF              | 0               | 0               | -                  | -                  | -                  | -           | -           | -           | 0      | 0      |        |
| Totale carriera      | Totale carriera      | Totale carriera      | 132        | 4          |                 | 14              | 1               |                    | 4                  | 0                  |             | -           | -           | 150    | 5      |        |

### Cronologia presenze e reti in nazionale
| Cronologia completa delle presenze e delle reti in nazionale ― Mali | Cronologia completa delle presenze e delle reti in nazionale ― Mali | Cronologia completa delle presenze e delle reti in nazionale ― Mali | Cronologia completa delle presenze e delle reti in nazionale ― Mali | Cronologia completa delle presenze e delle reti in nazionale ― Mali | Cronologia completa delle presenze e delle reti in nazionale ― Mali | Cronologia completa delle presenze e delle reti in nazionale ― Mali | Cronologia completa delle presenze e delle reti in nazionale ― Mali |
| Data                                                                | Città                                                               | In casa                                                             | Risultato                                                           | Ospiti                                                              | Competizione                                                        | Reti                                                                | Note                                                                |
| ------------------------------------------------------------------- | ------------------------------------------------------------------- | ------------------------------------------------------------------- | ------------------------------------------------------------------- | ------------------------------------------------------------------- | ------------------------------------------------------------------- | ------------------------------------------------------------------- | ------------------------------------------------------------------- |
| 22-3-2024                                                           | Marrakech                                                           | Mali                                                                | 2 – 0                                                               | Mauritania                                                          | Amichevole                                                          | 1                                                                   |                                                                     |
| 26-3-2024                                                           | Marrakech                                                           | Mali                                                                | 2 – 0                                                               | Nigeria                                                             | Amichevole                                                          | -                                                                   |                                                                     |
| 6-6-2024                                                            | Bamako                                                              | Mali                                                                | 1 – 2                                                               | Ghana                                                               | Qual. Mondiali 2026                                                 | -                                                                   | 56’                                                                 |
| 11-6-2024                                                           | Johannesburg                                                        | Madagascar                                                          | 0 – 0                                                               | Mali                                                                | Qual. Mondiali 2026                                                 | -                                                                   |                                                                     |
| Totale                                                              |                                                                     | Presenze                                                            | 4                                                                   |                                                                     | Reti                                                                | 1                                                                   |                                                                     |

| Cronologia completa delle presenze e delle reti in nazionale ― Francia olimpica | Cronologia completa delle presenze e delle reti in nazionale ― Francia olimpica | Cronologia completa delle presenze e delle reti in nazionale ― Francia olimpica | Cronologia completa delle presenze e delle reti in nazionale ― Francia olimpica | Cronologia completa delle presenze e delle reti in nazionale ― Francia olimpica | Cronologia completa delle presenze e delle reti in nazionale ― Francia olimpica | Cronologia completa delle presenze e delle reti in nazionale ― Francia olimpica | Cronologia completa delle presenze e delle reti in nazionale ― Francia olimpica |
| Data                                                                            | Città                                                                           | In casa                                                                         | Risultato                                                                       | Ospiti                                                                          | Competizione                                                                    | Reti                                                                            | Note                                                                            |
| ------------------------------------------------------------------------------- | ------------------------------------------------------------------------------- | ------------------------------------------------------------------------------- | ------------------------------------------------------------------------------- | ------------------------------------------------------------------------------- | ------------------------------------------------------------------------------- | ------------------------------------------------------------------------------- | ------------------------------------------------------------------------------- |
| 16-7-2021                                                                       | Seul                                                                            | Corea del Sud olimpica                                                          | 1 – 2                                                                           | Francia olimpica                                                                | Amichevole                                                                      | -                                                                               | 60’                                                                             |
| 22-7-2021                                                                       | Tokyo                                                                           | Messico olimpica                                                                | 4 – 1                                                                           | Francia olimpica                                                                | Olimpiadi 2020 - 1º turno                                                       | -                                                                               |                                                                                 |
| 28-7-2021                                                                       | Yokohama                                                                        | Francia olimpica                                                                | 0 – 4                                                                           | Giappone olimpica                                                               | Olimpiadi 2020 - 1º turno                                                       | -                                                                               | 62’                                                                             |
| Totale                                                                          |                                                                                 | Presenze                                                                        | 3                                                                               |                                                                                 | Reti                                                                            | 0                                                                               |                                                                                 |

## Palmarès

### Competizioni nazionali
- Coppa di Spagna: 1

Real Sociedad: 2019-2020